# Christophe Civiletti
Christophe Civiletti es un deportista francés que compitió en taekwondo. Ganó dos medallas de plata en el Campeonato Europeo de Taekwondo, en los años 1998 y 2000.

## Palmarés internacional
| Campeonato Europeo | Campeonato Europeo       | Campeonato Europeo | Campeonato Europeo |
| Año                | Lugar                    | Medalla            | Categoría          |
| ------------------ | ------------------------ | ------------------ | ------------------ |
| 1998               | Eindhoven (Países Bajos) | Medalla de plata   | –54 kg             |
| 2000               | Patras (Grecia)          | Medalla de plata   | –54 kg             |